# Route 110 (Nouveau-Brunswick)
Pour les articles homonymes, voir Route 110.
La route 110 est une route secondaire du Nouveau-Brunswick reliant le Maine à Florenceville-Bristol en passant par Centreville. Elle est longue de 16 km (10 mi).

## Description du tracé
La route 110 débute à la frontière canado-américaine comme la suite de la Boundary Line 1 en provenance du Maine. Elle se dirige d'abord vers le sud-est jusqu'à Centreville, traverse la ville, et se dirige vers l'est sur 5 km (3,1 mi) en croisant la route 2. Après avoir croisé la route 103, elle effectue une courte boucle en étant parallèle à la route 130 pour finalement finir sa course sur la route 130, juste au nord-ouest du pont vers Florenceville-Bristol.

## Histoire
La route 110 était numérotée route 6 avant 1965, lorsqu'elle fut renumérotée route 555 entre 1965 et 1976.

## Intersections majeures
| Comté                 | Ville                 | km    | Destinations                     | Notes                      |
| --------------------- | --------------------- | ----- | -------------------------------- | -------------------------- |
| Carleton              | Royalton              | 0,00  | Boundary Line Road – Bridgewater | Continue au Maine          |
| Carleton              | Royalton              | 0,00  | Frontière canado-américaine      |                            |
| Carleton              | Tracey Mills          | 3,90  | NB-550 sud – Bloomfield          | Terminus nord de la NB-550 |
| Carleton              | Centreville           | 6,80  | NB-560 – Jacksonville            |                            |
| Carleton              | Florenceville-Bristol | 11,50 | NB-2 – Fredericton, Edmundston   | Sortie 153 de la NB-2      |
| Carleton              | Florenceville-Bristol | 13,30 | NB-103 sud – Somerville          | Terminus nord de la NB-103 |
| Carleton              | Florenceville-Bristol | 15,90 | NB-130 – Florenceville-Bristol   |                            |
| - Transition de route |                       |       |                                  |                            |